# Dimitri Legasse
Dimitri Legasse (Edingen, 16 augustus 1970) is een Belgisch politicus voor de PS.

## Levensloop
Legasse studeerde af aan de ULB als licentiaat in de sociale wetenschappen. Beroepshalve werd hij attaché van de directie van de openbare vervoersmaatschappij TEC in Waals-Brabant.
In 1984 werd Legasse lid van de PS. Voor deze partij werd hij in 1994 verkozen tot gemeenteraadslid van Rebecq. Van 1994 tot 2000 was hij er tevens OCMW-raadslid, van 2001 tot 2006 schepen voor Jeugd, Sport, Sociale Actie en Leefmilieu en van 2006 tot 2019 was hij burgemeester van de gemeente, zij het van 2014 tot 2018 titelvoerend.
In 2014 werd hij als lijsttrekker van de PS-lijst van de kieskring Waals-Brabant verkozen in het Waals Parlement en in het Parlement van de Franse Gemeenschap. In december 2018 nam hij ontslag uit het Waals Parlement wegens de decumul die in werking trad. Bij de Waalse verkiezingen van mei 2019 werd hij opnieuw verkozen en hij bleef zetelen tot in 2024. Om zijn mandaat van Waals Parlementslid te kunnen opnemen, besloot Legasse ontslag te nemen als burgemeester. In het Waals Parlement was Legasse van 2017 tot 2018 ondervoorzitter van de commissie Economie, Werk en Opleiding en was hij van 2019 tot 2024 voorzitter van de commissie Werk, Sociale Actie en Gezondheid.
Voor de federale verkiezingen van juni 2024 werd Legasse lijsttrekker voor de PS in de kieskring Waals-Brabant. Als dusdanig werd hij verkozen in de Kamer van volksvertegenwoordigers.
Sinds juni 2015 is hij eveneens voorzitter van de PS-federatie van Waals-Brabant.